# Герерсдорф (Нижняя Австрия)
Герерсдорф (нем. Gerersdorf (Niederösterreich)) — коммуна (нем. Gemeinde) в Австрии, в федеральной земле Нижняя Австрия. 
Входит в состав округа Санкт-Пёльтен.  Население составляет 880 человек (на 31 декабря 2005 года). Занимает площадь 13,63 км². Официальный код  —  31907.

## Политическая ситуация
Бургомистр коммуны — Херберт Вандль (АНП) по результатам выборов 2005 года.
Совет представителей коммуны (нем. Gemeinderat) состоит из 15 мест.
- АНП занимает 10 мест.
- СДПА занимает 5 мест.